# Dawka terapeutyczna
Dawka terapeutyczna, dawka lecznicza (łac. dosis therapeutica, DT, dosis curativa, DC) – ilość substancji chemicznej lub promieniowania jonizującego, która podana powoduje zmiany czynnościowe w granicach fizjologicznych wywołując pożądany efekt leczniczy (terapeutyczny). 
Skrót DT używany jest również dla dawki toksycznej/trującej (dosis toxica).